# Codigos (tango)
Codigos – w tangu argentyńskim opisują umowne reguły postępowania w czasie tańczenia.
Jedną z najbardziej znanych reguł jest cabeceo, czyli proszenie do tańca spojrzeniem i skinieniem głowy. Reguły obejmują także sposób ubierania. Do codigos starszego pokolenia milonguero należy zakaz tańczenia do śpiewanych tang a zwłaszcza do tang śpiewanych przez Carlosa Gardela.